# Nocturama
Nocturama is het twaalfde album van Nick Cave and The Bad Seeds. Het album werd in 2003 uitgebracht op het label Mute Records.
Nocturama werd opgenomen in de SingSing Studios in Melbourne, Australië, in maart 2002. De mixing vond plaats in de Olympic Studios in Londen in juni 2002.
Het album werd geproduceerd door Nick Launay en Nick Cave and The Bad Seeds.

## Tracks
- Wonderful Life
- He Wants You
- Right Out Of Your Hand
- Bring It On
- Dead Man In My Bed
- Still In Love
- There Is A Town
- Rock Of Gibraltar
- She Passed By My Window
- Babe, I'm On Fire

## Muzikanten
- Nick Cave
- Mick Harvey
- Blixa Bargeld
- Thomas Wydler
- Martyn P. Casey
- Jim Sclavunos
- Warren Ellis
- Chris Bailey
- The Blockheads (Johnny Turnbull, Norman Watt-Roy, Mickey Gallagher en Chas Jankel)